# Tsumi no Hikari Rendezvous
Tsumi no Hikari Rendezvous là visual novel có chứa nội dung người lớn của Nhật Bản, được phát triển và phát hành bản chính thức bởi Minori. Phiên bản ban đầu của trò chơi được phát hành vào ngày 26 tháng 2 năm 2016 tại Nhật Bản trên hệ điều hành Microsoft Windows. Các sản phẩm khác đáng chú ý của Minori bao gồm Wind: A Breath of Heart, Ef: A Fairy Tale of the Two., Eden*. Lối chơi của Tsumi no Hikari Rendezvous thuộc loại visual novel truyền thống.

## Tổng quan

### Lối chơi
Hầu hết lối chơi trong Tsumi no Hikari Rendezvous yêu cầu ít sự tương tác của người chơi, phần lớn thời gian dành cho việc đọc lời thoại xuất hiện trên màn hình trò chơi. Trò chơi có nhiều mạch truyện và kết thúc khác nhau; cách chơi để dẫn đến các trường hợp đó bao gồm các "điểm quyết định" với nhiều lựa chọn, đó là lúc mà người chơi có thể chọn hướng đi của cốt truyện theo ý muốn, và kết thúc cũng tùy vào sự lựa chọn đó. Ở Tsumi no Hikari Rendezvous, người chơi có thể bắt đầu câu chuyện bằng nhiều mở đầu khác nhau. Người chơi có thể mở ra nội dung người lớn trong trò chơi ở phiên bản dành cho người lớn. Điểm đặc biệt của Tsumi no Hikari Rendezvous là có công nghệ nhép môi cho các nhân vật trong trò chơi. Công nghệ này giúp người chơi cảm giác nhân vật trở nên gần gũi và thực tế hơn.

### Nhân vật

#### Nhân vật chính
Nonomura Yuuto (野々村 優人)
Nhân vật nam chính mà người chơi hoá thân vào
Masumi Ai (真澄 あい)
Lồng tiếng bởi: Irie Mia
Một cô gái tự nhận mình là "tội đồ", đến ngôi làng nhỏ thuộc vùng Tamasato để chuộc tội. Khi biết chuyện của Yuuto, Ai thú nhận rằng mình bị bố mẹ ruồng bỏ. Từ đó, họ bắt đầu hẹn hò với nhau, nhưng vì một số vấn đề, họ nhanh chóng chia tay.
Misono Tsubura (水園 円来)
Lồng tiếng bởi: Kano Manaka
Bạn thơ ấu của Yuuto. Con gái của trưởng làng và cũng là người bảo vệ đền. Có tính cách nhẹ nhàng, dễ nói chuyện và có nhiều bạn bè. Tsubura cũng được hàng xóm yêu mến.
Tsubaki Fuuka (都築 はるか)
Lồng tiếng bởi: Kusuhara Yui
Tiền bối của Yuuto. Một học sinh ưu tú với thành tích xuất sắc. Cô thích chọc ghẹo mọi người, đặc biệt là Yuuto. Fuuka giống như một người chị thật sự của Yuuto.

### Cốt truyện
Phía trước đường hầm dẫn vào ngôi làng nhỏ thuộc vùng Tamasato, Yuuto vẽ bức tranh về một nàng tiên cá phía biển sâu, nơi ánh sáng không thể chạm tới. Một ngày, anh đang vẽ thì một cô gái xuất hiện và cô giống y như đường nét anh đang vẽ. Cô tự nhận mình là "tội đồ" và đến làng này để trả tội. Yuuto và người dân làng chào đón Ai tới với làng của mình.
Xuân tới, lễ khai giảng cũng bắt đầu. Các học sinh mới chụp ảnh và quay phim trước trường cùng với bố mẹ để lưu giữ ngày trọng đại này. Nhưng với Yuuto, đó là một nỗi đau, khi cậu phải sống một mình sau cái chết của bố. Mẹ của Yuuto cũng bỏ đi cùng chị gái. Khi cậu đã dần quen với cuộc sống này thì bà nội của cậu qua đời, người gia đình thân thiết duy nhất cũng rời cậu mà đi.
Sau khi biết về nỗi cô độc của Yuuto, Ai thổ lộ rằng mình cũng bị cha mẹ ruồng bỏ. Cô tìm kiếm lí do để sống, trong khi Yuuto lại trốn chạy khỏi thực tại bằng cách vẽ những bức ảnh. Dẫu cách nhìn khác nhau, nhưng họ đều có quá khứ tương đồng và che giấu những bí mật của riêng bản thân.